# Іохаведа
Іохаве́да, Йохабе́да (івр. יוֹכֶבֶד, переклад на укр.: Бог моя слава) - в П'ятикнижжі дружина Амрама, свого племінника. Перебувала в шлюбі, який з часом був заборонений П'ятикнижжям Мойсеєвим (Лев. 18:6-17). Мати Мойсея, Міріам і Аарона. Жодних подробиць щодо її життя не наводиться. Згідно з юдейською традицією, вона похована в гробниці праматерів, в Тверії. У Новому Завіті її (разом з чоловіком) хвалять, бо «вони бачили, що гарне дитя, і не злякались наказу царевого.» (Євр. 11:23).